# West Lancashire Football League
West Lancashire Football League är en engelsk fotbollsliga i norra England. Ligan har fem divisioner – tre för a-lag och två för reservlag – och toppdivisionen Premier Division ligger på nivå 11 i det engelska ligasystemet. Ligan är en matarliga till North West Counties Football League.
Ligan grundades 1904 under namnet Preston and District Combination. Klubbar som ville vara med i ligan var tvungna att vara inom en tio miles radie från Preston. 1908 ändrade man namnet till West Lancashire League och numera är upptagningsområdet hela det moderna Lancashire, plus delar av Cumbria, Greater Manchester och Merseyside.
Tidigare säsonger har före detta The Football League-klubben Nelson och nuvarande National League-klubben Morecambe spelat i ligan.

## Mästare sedan 1959
| 1959-60 | Fleetwood Reserves       |                           |                       |
| 1960-61 | Blackpool Mechanics      |                           |                       |
| 1961-62 | Blackpool Mechanics      |                           |                       |
| 1962-63 | Vickers Sports           |                           |                       |
| 1963-64 | Lancashire Constabulary  |                           |                       |
| Säsong  | Division One             | Division Two              |                       |
| 1964-65 | Lancashire Constabulary  | Heyhouses                 |                       |
| 1965-66 | Vickers Sports           | Layton Institute Reserves |                       |
| 1966-67 | Layton Institute         | Lytham St Annes YMCA      |                       |
| 1967-68 | Penwortham Hill Rovers   | Norcross & Warbreck       |                       |
| 1968-69 | Great Harwood Reserves   | Longridge United          |                       |
| 1969-70 | Wren Rovers              | Wigan Technical College   |                       |
| 1970-71 | Wren Rovers              | Colne Dynamoes            |                       |
| 1971-72 | Colne Dynamoes           | Padiham                   |                       |
| 1972-73 | Colne Dynamoes           | Trimpell                  |                       |
| 1973-74 | Colne Dynamoes           | Colne British Legion      |                       |
| 1974-75 | Colne Dynamoes           | Corinthians               |                       |
| 1975-76 | Springfields             | Dalton United             |                       |
| 1976-77 | Blackpool Rangers        | Padiham                   |                       |
| 1977-78 | Springfields             | Harwood Wellington        |                       |
| 1978-79 | Blackpool Rangers        | Penwortham Hill Rovers    |                       |
| 1979-80 | Freckleton               | Squires Gate              |                       |
| 1980-81 | Freckleton               | Haslingden                |                       |
| 1981-82 | Freckleton               | Barnoldswick Park Rovers  |                       |
| 1982-83 | Blackpool Rangers        | ICI Thornton              |                       |
| 1983-84 | Dalton United            | Colne Dynamoes Reserves   |                       |
| 1984-85 | Dalton United            | Anchor Cables             |                       |
| 1985-86 | BAC Preston              | Kirkham Town              |                       |
| 1986-87 | Holker Old Boys          | Royal Ordnance            |                       |
| 1987-88 | BAC Preston              | Turton                    |                       |
| 1988-89 | BAC Preston              | Wyre Villa                |                       |
| 1989-90 | Colne Dynamoes Reserves  | Burnley Bank Hall         |                       |
| 1990-91 | BAC Preston              | Eagley                    |                       |
| 1991-92 | Burnley Bank Hall        | ICI Thornton              |                       |
| 1992-93 | Vickers Sports Club      | Leyland DAF               |                       |
| 1993-94 | Burnley United           | Lancashire Constabulary   |                       |
| 1994-95 | Fulwood Amateurs         | Wyre Villa                |                       |
| 1995-96 | Springfields             | Lansil                    |                       |
| 1996-97 | Wyre Villa               | Fleetwood Hesketh         |                       |
| 1997-98 | Charnock Richard         | Vickers Sports Club       |                       |
| Säsong  | Premier Division         | Division One              | Division Two          |
| 1998-99 | Fulwood Amateurs         | Barnoldswick United       | Blackpool Wren Rovers |
| 1999-00 | Kirkham & Wesham         | Padiham                   | Burnley Belvedere     |
| 2000-01 | Kirkham & Wesham         | Blackpool Wren Rovers     | Crooklands Casuals    |
| 2001-02 | Kirkham & Wesham         | Milnthorpe Corinthians    | Coppull United        |
| 2002-03 | Charnock Richard         | Coppull United            | Lytham St Annes       |
| 2003-04 | Kirkham & Wesham         | Hesketh Bank              | Crosshills            |
| 2004-05 | Kirkham & Wesham         | Lytham St Annes           | Haslingden St Mary's  |
| 2005-06 | Kirkham & Wesham         | Haslingden St Mary's      | Trimpell              |
| 2006-07 | Kirkham & Wesham         | Poulton Town              | Vickerstown CC        |
| 2007-08 | Garstang                 | Stoneclough               | Crooklands Casuals    |
| 2008-09 | Charnock Richard         | Tempest United            | Thornton Cleveleys    |
| 2009-10 | Blackpool Wren Rovers FC | Thornton & Cleveleys      | BAC//EE/Springfields  |
| 2010-11 | Blackpool Wren Rovers FC | Burnley United            | Lytham Town           |
| 2011-12 |                          |                           |                       |

### Webbkällor
Den här artikeln är helt eller delvis baserad på material från engelskspråkiga Wikipedia, West Lancashire Football League, 21 juli 2015.